# PAC Omonia 29M
Omonia Nicosia 29M (Grieks: ΑΛΣ Ομόνοια 29Μ; Αθλητικό Λαϊκό Σωματείο Ομόνοια 29ης Μαΐου, Engels: People's Athletic Club Omonia 29 May) is een Cypriotische voetbalclub uit de hoofdstad Nicosia.

## Voetbalafdeling
De club werd opgericht op 29 mei 2018 door Gate 9, de ultrasupporters van AC Omonia na een onenigheid met de club toen die overgenomen werd door een Amerikaans-Cypriotische zakenman. De supporters besloten een nieuwe club op te richten, PAC Omonia 1948 en in 2020 werd de naam gewijzigd naar PAC Omonia 29M. De club begon in de vijfde divisie en werd drie keer op rij kampioen. In 2024 wist de club na drie jaar tweede klasse promotie af te dwingen naar de elite. 